# Fryderyk za album roku opera, operetka, balet
Laureaci i nominowani do Fryderyków w kategorii album roku muzyka wokalna / recital wokalny / opera, operetka, balet.
Kategoria ta związana z muzyką poważną pojawiła się po raz pierwszy w 1998 roku.
W 2008 roku kategoria nosiła nazwę album roku recital wokalny, opera, operetka, balet.
W 2009 roku kategoria nosiła nazwę album roku recital wokalny, opera, operetka.
W 2010 roku rozdzielono tę kategorię na 2 osobne: album roku recital wokalny i album roku opera, operetka, balet
(w 2011 roku nagrody nie przyznano).
W 2012 przyznano nagrodę w kategorii album roku opera, operetka, balet
(było to ostatnie wręczenie nagrody w tej kategorii; w 2013 roku były nominacje ale nagrody nie przyznano).

## Lata 1998-2013
| Rok  | Nazwa kategorii                                    | Laureat | Nominowani |
| ---- | -------------------------------------------------- | --- | --- |
| 1998 | album roku muzyka wokalna                          | Karłowicz – Pieśni – Mieczysław Karłowicz | - Stanisław Moniuszko – Halka – Stanisław Moniuszko - Jerzy Maksymiuk i Anna Bajor – Jerzy Maksymiuk i Anna Bajor - Polskie pieśni - Ryszard Karczykowski – Mistrz bel canto – Ryszard Karczykowski |
| 1999 | album roku muzyka wokalna                          | Ewa Podleś – Rossini gala – Ewa Podleś i Orkiestra Orkiestra Kameralna Leopoldinum – Dyrygent: Wojciech Michniewski | - Chopin – Paderewski – Teresa Żylis-Gara i Waldemar Malicki - Nie mój ogródusek – Pieśni kurpiowskie – Marta Boberska – sopran, Krzysztof Kur - tenor, Apolonia Nowak i Warszawski Chór Kameralny pod dyrekcją Ryszarda Zimaka - Paweł Łukaszewski – Antiphonae Acte Préalable – Schola Cantorum Gedanensis pod dyrekcją Jana Łukaszewskiego |
| 2000 | album roku muzyka wokalna                          | Andrzej Hiolski – Arie operowe – Andrzej Hiolski | - Stanisław Moniuszko – Kanony – Piotr Kusiewicz – tenor, Ryszard Minkiewicz – tenor, Paweł Skałuba – tenor, Krzysztof Szmyt – tenor, Roman Perucki – organy - Msze polskie – Chór Poznańskie Słowiki pod dyrekcją Stefana Stuligrosza - Paderewski In Memoriam – Stefania Toczyska – sopran, Jeff Cohen – fortepian - Giuseppe Verdi – Il Trovatore, Trubadur – Barbara Kubiak – sopran, Mikhail Davydov – tenor, Bogusław Szynalski – baryton, Elżbieta Kaczmarczyk-Janczak – mezzosopran, Chór i Orkiestra Opery Wrocławskiej pod dyrekcją Ewy Michnik |
| 2001 | album roku muzyka wokalna                          | Duety rosyjskie – Urszula Kryger – mezzosopran, Jadwiga Rappé – alt, Jerzy Knetig – tenor, Tomasz Herbut – fortepian | - Laudate Dominum – Chór Poznańskie Słowiki pod dyrekcją Stefana Stuligrosza; Kompozytorzy: Sebastian z Felsztyna, Wacław z Szamotuł, G.P. Palestrina, Th. L. Da Vittoria, M. Zieleński B. Pękiel, G.G. Gorczycki i inni - Stanisław Moniuszko – Pieśni religijne – Joanna Kozłowska – sopran, Jadwiga Rappé – alt, Piotr Kusiewicz – tenor, Andrzej Hiolski – baryton - Polish Contemporary Choral Music – Schola Cantorum Gedanensis pod dyrekcją Jana Łukaszewskiego - Giuseppe Verdi – Nabucco – Bogusław Szynalski, Barbara Kubiak, Radosław Żukowski, Barbara Krahel, Walery Kostin, Chór i Orkiestra Opery Wrocławskiej pod dyrekcją Ewy Michnik |
| 2002 | album roku muzyka wokalna                          | Karłowicz, Szymanowski – Pieśni – Urszula Kryger – Urszula Kryger – mezzosopran, Katarzyna Jankowska-Borzykowska – fortepian | - Stanisław Moniuszko – Pieśni – Urszula Kryger – Urszula Kryger – mezzosopran, Katarzyna Jankowska-Borzykowska – fortepian - Stanisław Moniuszko – Straszny dwór – Andrzej Hiolski – baryton, Bożena Betley-Sieradzka – sopran, Wiera Baniewicz – mezzosopran, Zdzisław Nikodem – tenor, Wiesław Ochman – tenor, Leonard Mróz – bas, Aleksandra Imalska – mezzosopran, Florian Skulski – baryton, Andrzej Saciuk – bas, Anna Witkowska – sopran, Kazimierz Dłuha – tenor, Anna Witkowska – sopran oraz Chór i Orkiestra Polskiego Radia i Telewizji w Krakowie pod dyrekcją Jana Krenza - Franciszek Schubert – Piękna Młynarka – Krzysztof Szmyt – tenor, Katarzyna Jankowska – fortepian - Słowik Warszawy – Bogna Sokorska – Bogna Sokorska, Orkiestra Polskiego Radia i Orkiestra Symfoniczna Filharmonii Narodowej |
| 2003 | album roku muzyka wokalna                          | Ewa Podleś, Garrick Ohlsson – Live – Ewa Podleś – kontralt, Garrick Ohlsson – fortepian; Kompozytorzy: Fryderyk Chopin, Modest Musorgski, Aleksandr Skriabin, Siergiej Rachmaninow | - Anatomia kobyły – Apolonia Nowak, Paweł Majewski – śpiew; Orkiestra Ars Nova; Kompozytorzy: Muzyka ludowa w opr. Jacka Urbaniaka i Krzysztofa Owczynika - Paweł Łukaszewski – Kolędy – Schola Cantorum Gedanensis pod dyrekcją Jana Łukaszewskiego - Msze – Jan Maklakiewicz – Iwona Hossa – sopran i Chór Filharmonii Narodowej pod dyrekcją Henryk Wojnarowski - Stabat Mater, Litania, Demeter – Jadwiga Gadulanka – sopran, Jadwiga Rappé – alt, Andrzej Hiolski – baryton oraz Wielka Orkiestra Symfoniczna Polskiego Radia i Telewizji w Katowicach, Chór Polskiego Radia w Krakowie pod dyrekcją Antoniego Wita |
| 2004 | album roku muzyka wokalna                          | Lutosławski – Pieśni (Śpiewa Jadwiga Rappé) – Jadwiga Rappé – alt | - Arcydzieła monodii chorałowej / Masterpieces of Gregorian Chant – Schola Cantorum Gedanensis pod dyrekcją Jana Łukaszewskiego - Jezusa Judasz przedał – polskie pieśni pasyjne – Teresa Budzisz-Krzyżanowska – recytacja, śpiew, Mariusz Gebel – kontratenor, Collegium Vocale Bydgoszcz (Hanna Michalak, Janusz Cabała, Michał Zieliński, Roman Fijałkowski) i Ars Nova pod dyrekcją Jacka Urbaniaka - Paderewski – Manru – Taras Ivaniv, Ewa Czermak, Barbara Krahel, Agnieszka Rehlis, Radosław Żukowski, Maciej Krzysztyniak, Zbigniew Kryczka, Dorota Dutkowska, Andrzej Kalinin oraz Chór i Orkiestra Opery Dolnośląskiej pod dyrekcją Ewy Michnik - Szymanowski – Complete Songs for Voice and Piano – Piotr Beczała, Juliana Gondek, Urszula Kryger, Iwona Sobotka, Reinild Mees                               |
| 2005 | album roku muzyka wokalna                          | Chór Katedry Warszawsko-Praskiej „Musica Sacra” (3 CD: Włodek Pawlik: Misterium Stabat Mater; Brahms & Mendelssohn; Arcydzieła muzyki chóralnej) - Renata Landowska-Szczerbaczewicz – sopran, Patryk Różycki – tenor, Sebastian Gunerka – baryton, Włodzimierz Pawlik, Marcin Łukaszewski, Agnieszka Kozło, Katarzyna Ewa Sokołowska – fortepian oraz Chór Katedry Warszawsko-Praskiej Musica Sacra pod dyrekcją Pawła Łukaszewskiego; Kompozytorzy: Włodzimierz Pawlik, Johannes Brahms, Feliks Mendelssohn, John Tavener, Arvo Pärt, Pēteris Vasks, Henryk Mikołaj Górecki, Wojciech Kilar | - Johann David Holland – Agatka – Marta Boberska, Ryszard Minkiewicz, Anna Mikołajczyk, Mirosław Borczyński, Wojciech Gierlach, Piotr Zawistowski oraz Concerto Polacco pod dyrekcją Marka Toporowskiego - Johann Strauss – Zemsta Nietoperza – Iwona Hossa, Marta Boberska, Anna Lubańska, Anna Karasińska, Adam Zdunikowski, Paweł Skałuba, Jarosław Bręk, Wojciech Gierlach oraz Polska Orkiestra Radiowa i Chór Filharmonii Narodowej pod dyrekcją Jerzego Maksymiuka |
| 2006 | album roku muzyka wokalna                          | Władysław Żeleński – Pieśni – Jadwiga Rappé – alt, Mariusz Rutkowski – fortepian | - Ave Maria w Bazylice Mariackiej w Krakowie – Elżbieta Towarnicka – sopran, Jacek Ozimkowski – baryton, Marek Stefański – organy - Magnificate et Glorificate Dominum – Dziewczęcy Chór Katedralny „Puellae Orantes” - Polish Songs – Paweł Skałuba – tenor, Waldemar Malicki – fortepian |
| 2008 | album roku recital wokalny, opera, operetka, balet | Karol Szymanowski – Songs. Ops 31 & 49 – Anna Mikołajczyk – sopran, Edward Wolanin – fortepian | - Ignacy Jan Paderewski – Complete Songs – Anna Radziejewska – mezzosopran, Mariusz Rutkowski – fortepian - Richard Wagner – Der fliegende Holländer / Holender Tułacz – Hans Sotin – bas, Christiane Libor – sopran, Endrik Wottrich – tenor, Ewa Marciniec – alt, Orkiestra Symfoniczna i Chór Filharmonii Narodowej pod dyrekcją Antoniego Wita (kier. chóru: Henryk Wojnarowski) |
| 2009 | album roku recital wokalny, opera, operetka        | Karol Szymanowski: Król Roger – Andrzej Dobber, Aleksandra Buczek, Rafał Mojzner, Pavlo Tolstoy, Radosław Żukowski, Barbara Bagińska, Orkiestra i Chór Opery Wrocławskiej; Chór Kameralny Angelus pod dyrekcją Ewy Michnik | - Cherubini – Lodoïska – Sofia Soloviy, Małgorzata Pańko, Tadeusz Szlenkier, Alexander Korner, Lionel Lhöte, Wojciech Gierlach, Remigiusz Łukomski, Bogusław Kowalski, Bogdan Desoń, Łukasz Smołka, Janusz Styszko, Polska Orkiestra Radiowa pod dyrekcją Łukasza Borowicza, Camerata Silesia pod dyrekcją Anny Szostak i Chór Polskiego Radia pod dyrekcją Marka Kluzy - Karol Szymanowski: Pieśni op. 5, 7, 32, 41, 54 – Anna Radziejewska – mezzosopran, Mariusz Rutkowski – fortepian |
| 2010 | album roku recital wokalny                         | Andrzej Hiolski – arie operowe, pieśni i kantaty – Andrzej Hiolski | - Agata Zubel, Marcin Grabosz: Poems – Agata Zubel, Marcin Grabosz - Artur Ruciński Pieśni i arie – Artur Ruciński i Polska Orkiestra Radiowa pod dyrekcją Łukasza Borowicza |
| 2010 | album roku opera, operetka, balet                  | Ewa Podleś i Polska Orkiestra Radiowa – Ewa Podleś – kontralt i Polska Orkiestra Radiowa pod dyrekcją Łukasza Borowicza | - Halina Mickiewiczówna: Maestra koloratury – Halina Mickiewiczówna – sopran, Jerzy Gawryluk – solo na flecie, Józef Zawadzki – fortepian, Orkiestra Filharmonii Pomorskiej w Bydgoszczy i Orkiestra Polskiego Radia - Karol Szymanowski – Harnasie, Mandragora, Kniaź Patiomkin – Wiesław Ochman – tenor, Alexander Pinderak – tenor, Ewa Marciniec – mezzosopran, Orkiestra Symfoniczna i Chór Filharmonii Narodowej pod dyrekcją Antoniego Wita (kier. chóru: Henryk Wojnarowski) |
| 2011 | album roku recital wokalny, opera, operetka, balet | nie przyznano nagrody | nie było nominacji |
| 2012 | album roku opera, operetka, balet                  | Giacomo Orefice – Chopin Opera In 4 Atti – Mariusz Godlewski, Steven Harrison, Evgeniya Kuznetsova, Gracjan Szymczak, Ewa Vesin, Damian Konieczek, Chór i Orkiestra Opery Wrocławskiej pod dyrekcją Ewy Michnik | - Vincenzo Bellini – Norma – Orkiestra Symfoniczna i Chór FN, Hasmik Papian, Allyson McHardy, Zoran Todorovich, Anna Lubańska, Adam Zdunikowski, Janusz Monarcha pod dyrekcją Antoniego Wita - Carl Maria Von Weber – Euryanthe – Melanie Diener, Helena Juntunen, John Mac Master, Stephen Gadd, Wojtek Gierlach, Dan Krlstrom, Izabela Matuła, Chór Polskiego Radia w Krakowie, Chór Opery i Filharmonii Podlaskiej w Białymstoku, Polska Orkiestra Radiowa pod dyrekcją Łukasza Borowicza |
| 2013 | album roku opera, operetka, balet                  | nie przyznano nagrody | - Stanisław Moniuszko – Verbum Nobile. Opera komiczna w jednym akcie – Aleksandra Buczek, Janusz Lewandowski, Michał Partyka, Leszek Skrla, Aleksander Teliga, Chór i Orkiestra Opery na Zamku pod dyrekcją Warcisława Kunca - Wolfgang Amadeus Mozart – Bella mia fiamma… – Olga Pasiecznik, Natalia Pasiecznik, Marek Niewiedział, NFM Wrocławska Orkiestra Barokowa pod dyrekcją Jarosława Thiela - Ignacy Jan Paderewski – Manru – Janusz Ratajczak, Wioletta Chodorowicz, Barbara Krahel, Leszek Skrla, Monika Ledzion, Jacek Greszta, Łukasz Goliński, Marcin Naruszewicz, Magdalena Polkowska, Krzysztof Jakowicz, Ihor Lomaha, Chór, Balet i Orkiestra Opery Nova w Bydgoszczy |